# Pastorella (genere musicale)
La pastorella (diminutivo di pastorale) (in ceco: pastorela) è un genere di composizione sacra per il Natale, diffuso nell'Europa centrale tra la seconda metà del XVII secolo e il XX secolo in ambito cattolico. Costituita da uno o più movimenti, è usualmente musicata per coro o solisti e per una piccola orchestra, ma è possibile, anche se meno frequentemente, trovarla meramente strumentale. Tipicamente mediante la pastorella si rappresentava eventi legati al periodo natalizio, ad esempio l'annunciazione di mezzanotte, l'apparizione degli angeli, risveglio e il dialoghi dei pastori e la loro offerta dei doni al bambin Gesù, oppure il tema dei Re Magi o del Kindelwiegen (in ceco, kolébání).
La prima menzione di una composizione come "pastorella" risale al 1669 in una lettera destinata al principe vescovo di Olomouc, Karl Liechtenstein-Castelcorn; in realtà potrebbe trattarsi dell'offertorio, Venito, ocyus venito composto da Johann Heinrich Schmelzer, con il quale egli stese le basi per alcune successive sonate a tre pastorali attribuite allo stesso Schmelzer e una pastorella anonima composta a Łowicz nel 1699, Parvule pupule. Tra le prime pastorelle vi sono quelle composte da  Gottfried Finger, Jan Dismas Zelenka (attestate a Dresda) e Johann Joseph Fux. Altre
Dagli inizi del XVIII secolo le pastorelle sia in latino che in vernacolare si diffusero rapidamente entro l'Austria, le terre ceche, la Baviera, la Polonia e in altri territori dell'Europa centrale.

## La pastorella nelle terre ceche
Probabilmente i territori in cui ebbe maggior successo il genere della pastorella furono le terre ceche.
La tradizione della pastorella rimase in auge in Boemia e in Moravia durante il XIX e XX secolo. Bedřich Smetana riprese la linea melodica di una nota pastorella nella sua opera Hubička. Gli stessi storici cechi ottocenteschi enfatizzarono il ruolo che questo genere musicale ebbe durante il XVII e XVIII secolo come mezzo per salvaguardare la nazionalità ceca e alimentare, attraverso la lingua e la musica, il risorgimento nazionale ceco durante il XIX secolo.
Numerose pastorelle sono giunte sino a noi, principalmente in manoscritti prodotti tra la seconda metà del XVIII secolo e il XIX secolo, periodo di massima espressione di questo genere musicale. Gra parte di questi lavori musicali seguono lo stile delle composizioni sacre di compositori come František Xaver Brixi.
I più noti compositori cechi di pastorelle furono:
- Jiří Ignác Linek
- Jakub Jan Ryba